# أدريان فرنانديز (سائق سيارة سباق)
أدريان فرنانديز (بالإسبانية: Adrián Fernández Mier) هو سائق سيارة سباق مكسيكي، ولد في 20 أبريل 1965 في مدينة مكسيكو في المكسيك.

## وصلات خارجية
- أدريان فرنانديز على موقع Racing-Reference.info (الإنجليزية)
- أدريان فرنانديز على موقع DriverDB.com (الإنجليزية)